# Dácký limes
Dácký limes je souhrnné novodobé pojmenování pro soubor římských táborů, pevností, zemních valů, pozorovacích věží a dalších prvků římské vojenské i civilní architektury v provincii Dácie. Dácie byla jediná římská provincie severně od řeky Dunaj. Její limes ji měl chránit před barbarskými kmeny a zajišťovat bezpečný přístup ke zlatým a solným zdrojův v oblasti. 
Většina dochovaných pozůstatků stav a archeologických lokalit pochází z 2. storočí našeho letopočtu. Pod souhrnné pojmenování lze zahrnout tzv. Limes Alutanus (podél řeky Olt), Limes Porolissensis v pohoří Meseș, Trajánův val v Besarábii. V roce 2024 bylo 277 lokalit v šestnácti rumunských župách zapsáno na seznam světového kulturního dědictví pod názvem „Hranice Římské říše – Dácie“. 

## Fotogalerie

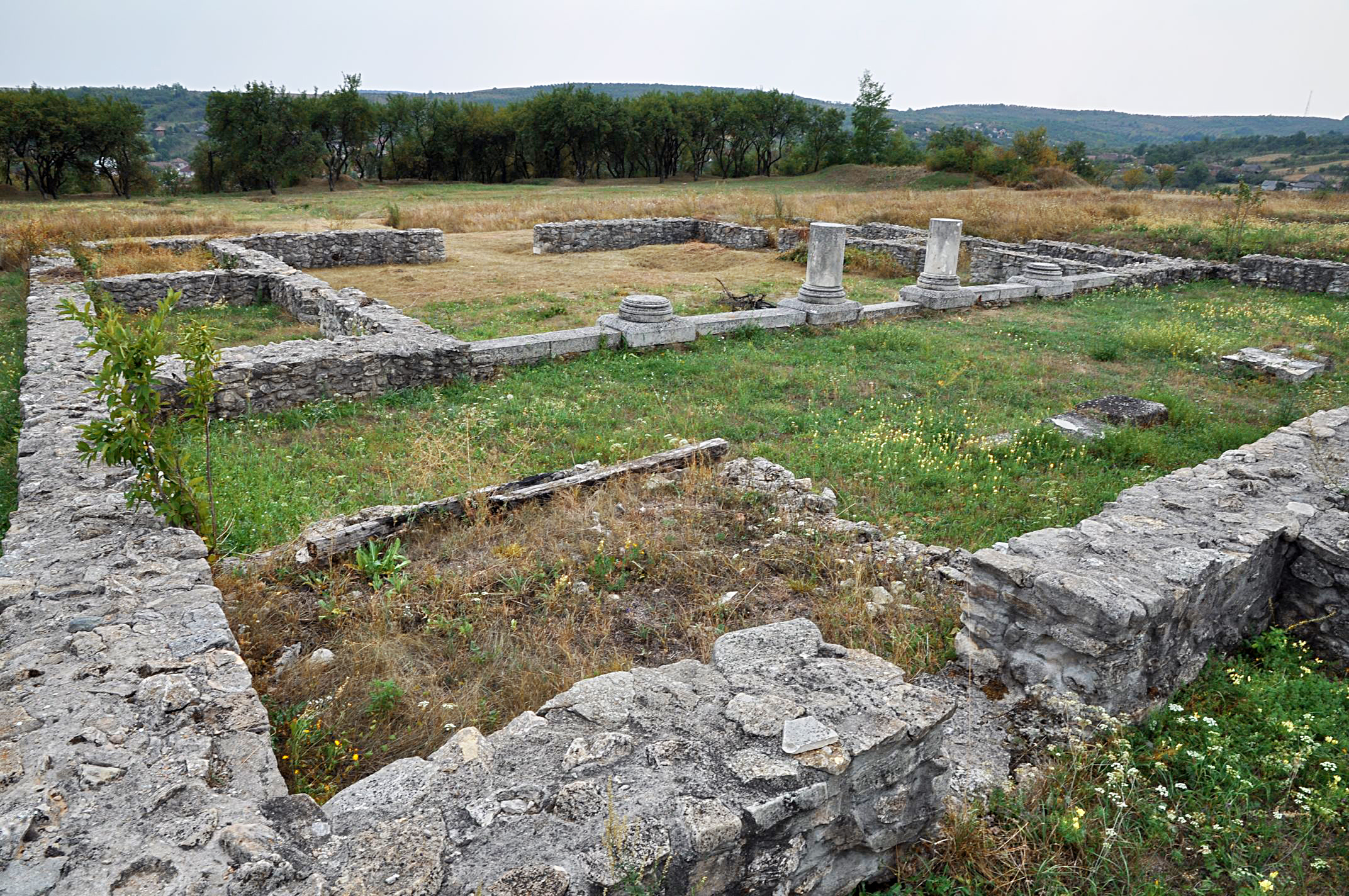
Castra Buciumi
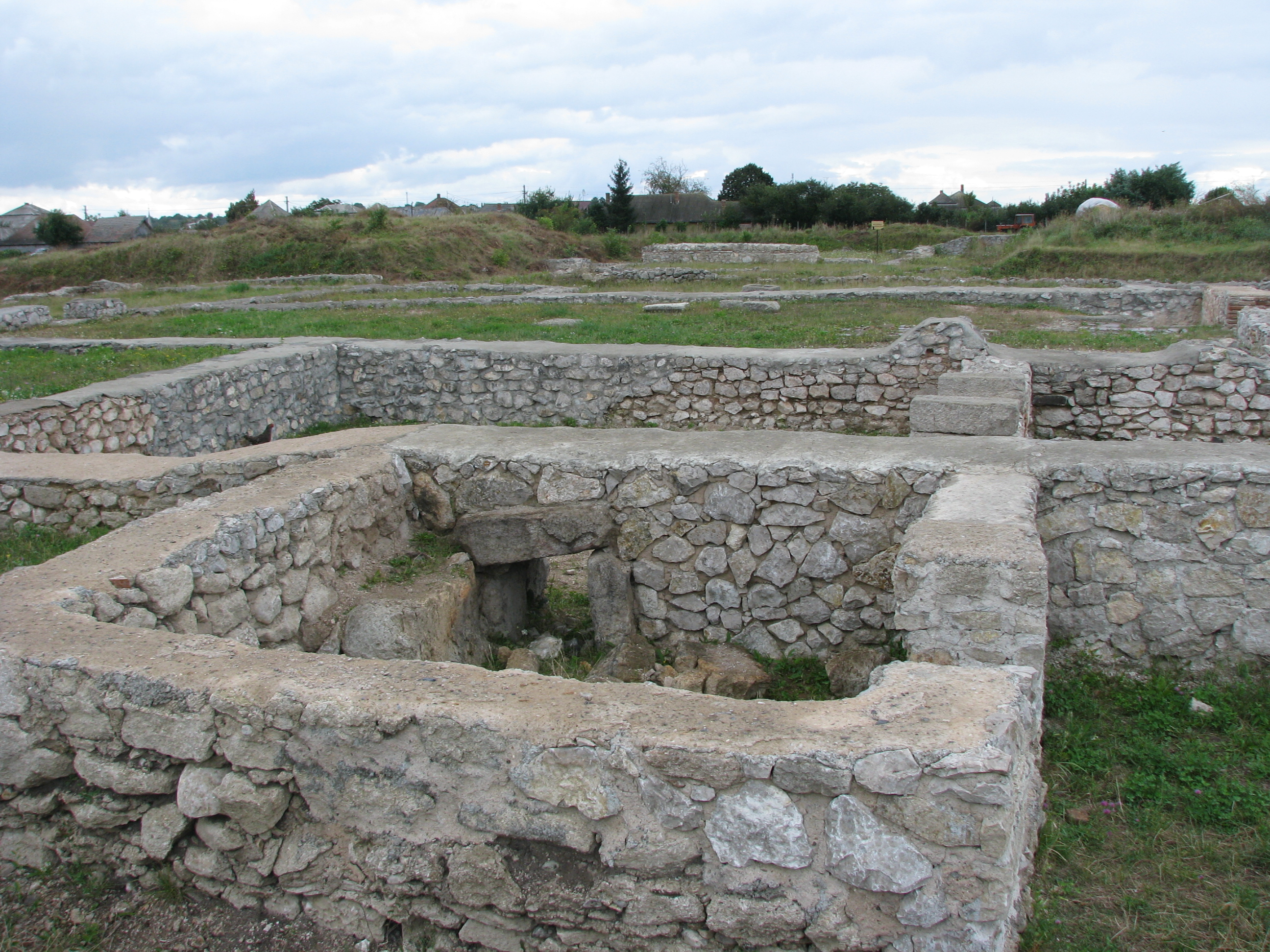
Castra Potaissa
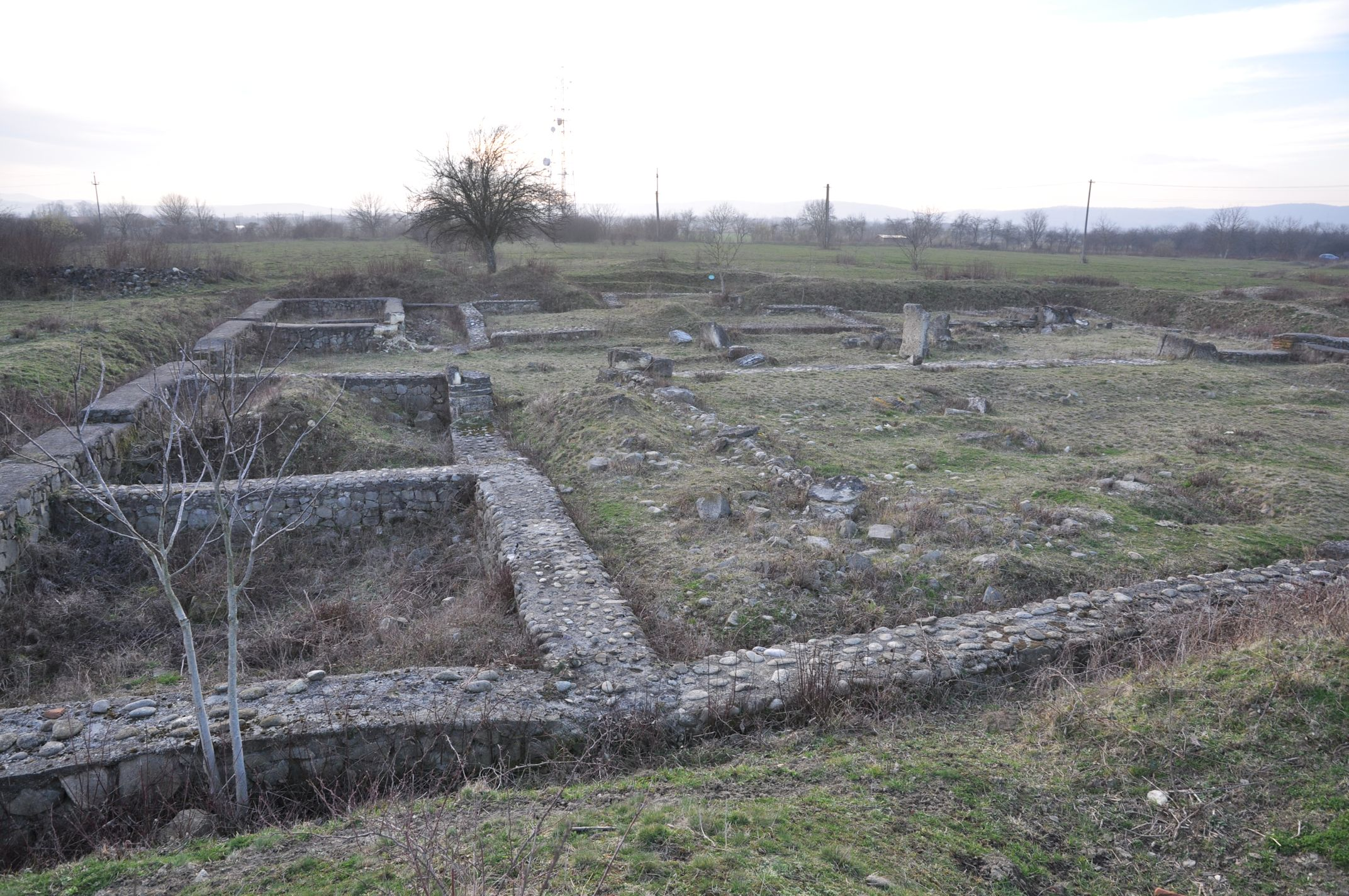
Castra Tibiscum